# لوله احتراق

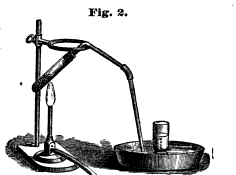
نمونه ای از یک لوله احتراق (سمت چِپ تصویر) که که به وسیله چراغ بونزن حرارت داده می‌شود. مواد حاصل از احتراق به وسیله یک لوله انتقال به ظرف سمت راست منتقل می‌شود.

لوله احتراق(به انگلیسی: Ignition tube) گونه‌ای از لوله‌های آزمایشگاهی است که مانند لوله جوش بوده با این تفاوت که دیواره‌های کوتاه‌تر و نازک‌تر دارد. این وسیله برای نگه داشتن نمونه‌های آزمایش در شرایطی که باید حرارت مستقیم چراغ بونزن یا دیگر گرم کن‌ها مورد استفاده قرار گیرد، کاربرد دارد.